# Serrodes partita
Serrodes partita är en fjärilsart som beskrevs av Fabricius 1775. Serrodes partita ingår i släktet Serrodes och familjen nattflyn. Inga underarter finns listade i Catalogue of Life.

## Bildgalleri

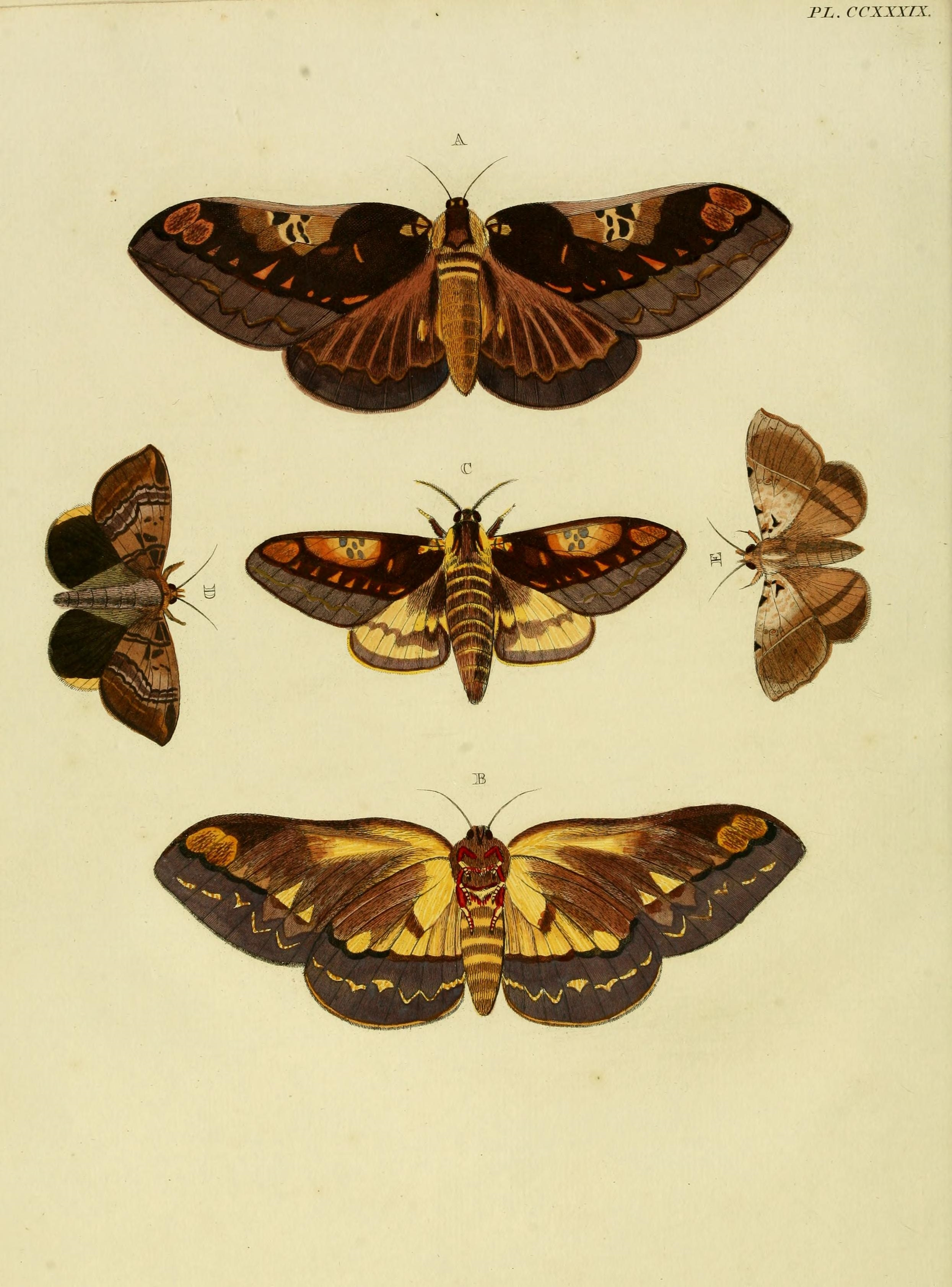